# سعد الشمري (لاعب كرة قدم سعودي)
سعد الشمري (مواليد 11 مايو 1997) هو لاعب كرة قدم سعودي لعب سابقاً في نادي النصر في الأولمبي .
مثل نادي النصر في الفئات السنية وحالياً في الأولمبي وإستدعي للفريق الأول في مباراة النصر والباطن في موسم 2017 نظراً للنقص الحاد في الفريق الأول .

## وصلات خارجية
- سعد الشمري